# Місюра Олександр Юрійович (військовик)
Олександр Юрійович Місюра (1998—2023) — солдат збройних сил України, учасник російсько-української війни.

## Життєпис
Народився 25 червня 1998 року. 
Під час повномасштабної війни був старшим навідником 3 відділення протитанкових ракетних комплексів 1 взводу протитанкових ракетних комплексів 2 роти протитанкових ракетних комплексів протитанкового батальйону 3 окремої штурмової бригади.
Загинув 12 серпня 2023 року на Донеччині .

## Нагороди
- Орден «За мужність» III ступеня[2].
- Відзнака Головнокомандувача «Хрест хоробрих».